# 상자

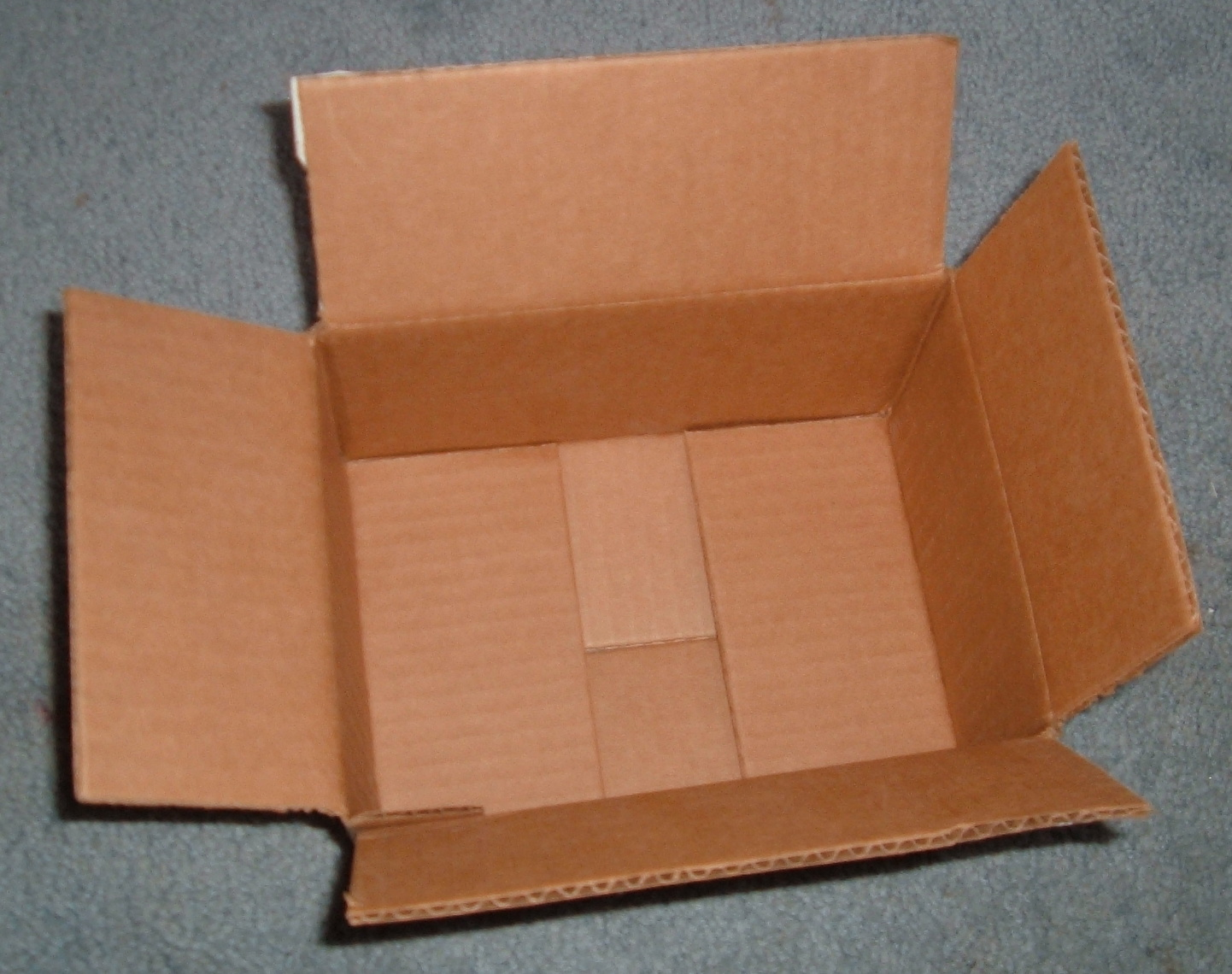
빈 마분지 상자.

상자(箱子) 또는 박스(Box)는 그 내용물을 반영구적으로 저장 혹은 일시적으로 보관하기 위한 용기이다.
주로 나무를 가공해 만들며, 마분지, 유리, 플라스틱, 고무, 금속 등 기타 재료로 만든 상자도 있다.
주로 직육면체 모양으로 만들지만, 원기둥 모양이나 각기둥 모양의 상자도 있다.

## 원목 DIY 상자
|                                                    |
| 예시 - 다용도 사물함, 뚜껑 경첩, 도구상자 원목 DIY |

## 같이 보기
- 종이갑
- 우리 (용기)
- 가구